# Vysšaja Liga 1974-1975 (pallacanestro)
La Vysšaja Liga 1974-1975 è stata la 41ª edizione del massimo campionato sovietico di pallacanestro maschile. La vittoria finale è stata appannaggio dello Spartak Leningrado.

## Classifica
|  |     | Squadra            | G  | V  | P  | PF   | PS   | PF/PS | Pt |
|  | --- | ------------------ | -- | -- | -- | ---- | ---- | ----- | -- |
|  | 1.  | Spartak Leningrado | 36 | 31 | 5  | 2995 | 2527 | +468  | 67 |
|  | 2.  | CSKA Mosca         | 36 | 29 | 7  | 3501 | 2926 | +575  | 65 |
|  | 3.  | Dinamo Mosca       | 36 | 26 | 10 | 3059 | 2861 | +198  | 62 |
|  | 4.  | Dinamo Tbilisi     | 36 | 21 | 15 | 3033 | 2984 | +49   | 57 |
|  | 5.  | Žalgiris Kaunas    | 36 | 19 | 17 | 3048 | 3092 | -44   | 55 |
|  | 6.  | Kalev Tartu        | 36 | 16 | 20 | 2881 | 2930 | -49   | 52 |
|  | 7.  | Stroitel Kiev      | 36 | 15 | 21 | 3040 | 3035 | +5    | 51 |
|  | 8.  | RTI Minsk          | 36 | 10 | 26 | 2954 | 3216 | -262  | 46 |
|  | 9.  | Statyba Vilnius    | 36 | 9  | 27 | 2802 | 3178 | -376  | 45 |
|  | 10. | Uralmaš Sverdlovsk | 36 | 4  | 32 | 2884 | 3448 | -564  | 40 |

## Squadra vincitrice
|  | Naz.                        | Ruolo | Sportivo            | Anno | Alt. |  |  |
|  | --------------------------- | ----- | ------------------- | ---- | ---- |  |  |
|  | Unione Sovietica (bandiera) | G     | Vladimir Arzamaskov | 1951 | 190  |  |  |
|  | Unione Sovietica (bandiera) | C     | Aleksandr Belov     | 1951 | 200  |  |  |
|  | Unione Sovietica (bandiera) | P     | Aleksandr Bol'šakov | 1946 | 179  |  |  |
|  | Unione Sovietica (bandiera) |       | Vjačeslav Borodin   |      |      |  |  |
|  | Unione Sovietica (bandiera) |       | Vladimir Bratančuk  | 1957 | 200  |  |  |
|  | Unione Sovietica (bandiera) |       | Aleksandr Ganson    |      |      |  |  |
|  | Unione Sovietica (bandiera) | C     | Leonid Ivanov       | 1944 | 203  |  |  |
|  | Unione Sovietica (bandiera) |       | Vladimir Jakovlev   |      |      |  |  |
|  | Unione Sovietica (bandiera) | A     | Sergej Kuznecov     |      |      |  |  |
|  | Unione Sovietica (bandiera) | A     | Andrej Makeev       | 1952 | 197  |  |  |
|  | Unione Sovietica (bandiera) | AP    | Jurij Pavlov        | 1952 | 200  |  |  |
|  | Unione Sovietica (bandiera) |       | Michail Silant'ev   | 1953 | 215  |  |  |
|  | Unione Sovietica (bandiera) | A     | Valerij Fёdorov     |      |      |  |  |
|  | Unione Sovietica (bandiera) | A     | Jurij Štukin        |      |      |  |  |
|  | Unione Sovietica (bandiera) | ALL   | Vladimir Kondrašin  |      |      |  |  |